# Homblières
Homblières és un municipi de França, situat en el departament de l'Aisne, als Alts de França.
Homblières forma part de la Communauté d'agglomération de Saint-Quentin.

## Història
El 7 de novembre de 1918, al presbiteri d'Homblières, els oficials francesos van rebre la delegació alemana pera a negociar l'armistici després de travessar les línies alemanes i d'haver entrat en contacte amb les línies franceses a La Capelle.

## Administració
L'alcaldessa actual és Bernadette Bleuse —ho és des del març del 2008
Des del 2001 al 2008 l'alcalde fou Philippe Brasset, de l'UDF.

## Demografia
- 1962 - 820 habitants.
- 1975 - 915 habitants.
- 1990 - 1495 habitants.
- 1999 - 1462 habitants.
- 2007 - 1429 habitants.
- 2008 - 1417 habitants.[3]

## Llocs i monuments
- Església.
- Presbiteri.

## Personalitats lligades al municipi
- Pia Colombo (1934-1986), cantant i actriu. Esposa del cantant Maurice Fanon. Va néixer i morir a la vila d'Homblières.
- Jean-Louis Bruneaux, industrial.